# Sofia af Litauen
Sofia af Litauen, eller Sofia Vitovtovna, (født 1371, død 27. oktober 1453), var storfyrstinde af Moskva og gift med storfyrst Vasilij 1. af Moskva. Hun var regent for sin mindreårige søn Vasilij 2. under hans umyndighed fra 1425 til 1433.
Sofia var datter af storhertug Vytautas af Litauen og storhertuginde Anna af Litauen. Hun blev forlovet med Vasilij 1. som en del af en alliance mellem fyrstendømmet Moskva og Litauen i 1387. Hun førtes til Moskva 1390 og giftede sig med Vasilij i 1391. Efter Vasilij 1.s død 1425 blev Sofia rigets regent som formynder for sin umyndige søn. Hun sluttede 1427 et forbund med sin far og gjorde Moskva til en vasalstat under Litauen. Dette fik Moskvas russiske vasaller til at gøre oprør, som hun med held bekæmpede. Efter faderens død i 1430 afsluttede hun sin pro-litauiske politik og regerede mere neutralt. Sofia ledede 1451 forsvaret af Moskva mod tatarerne.